# Eine gute Mutter (2017)

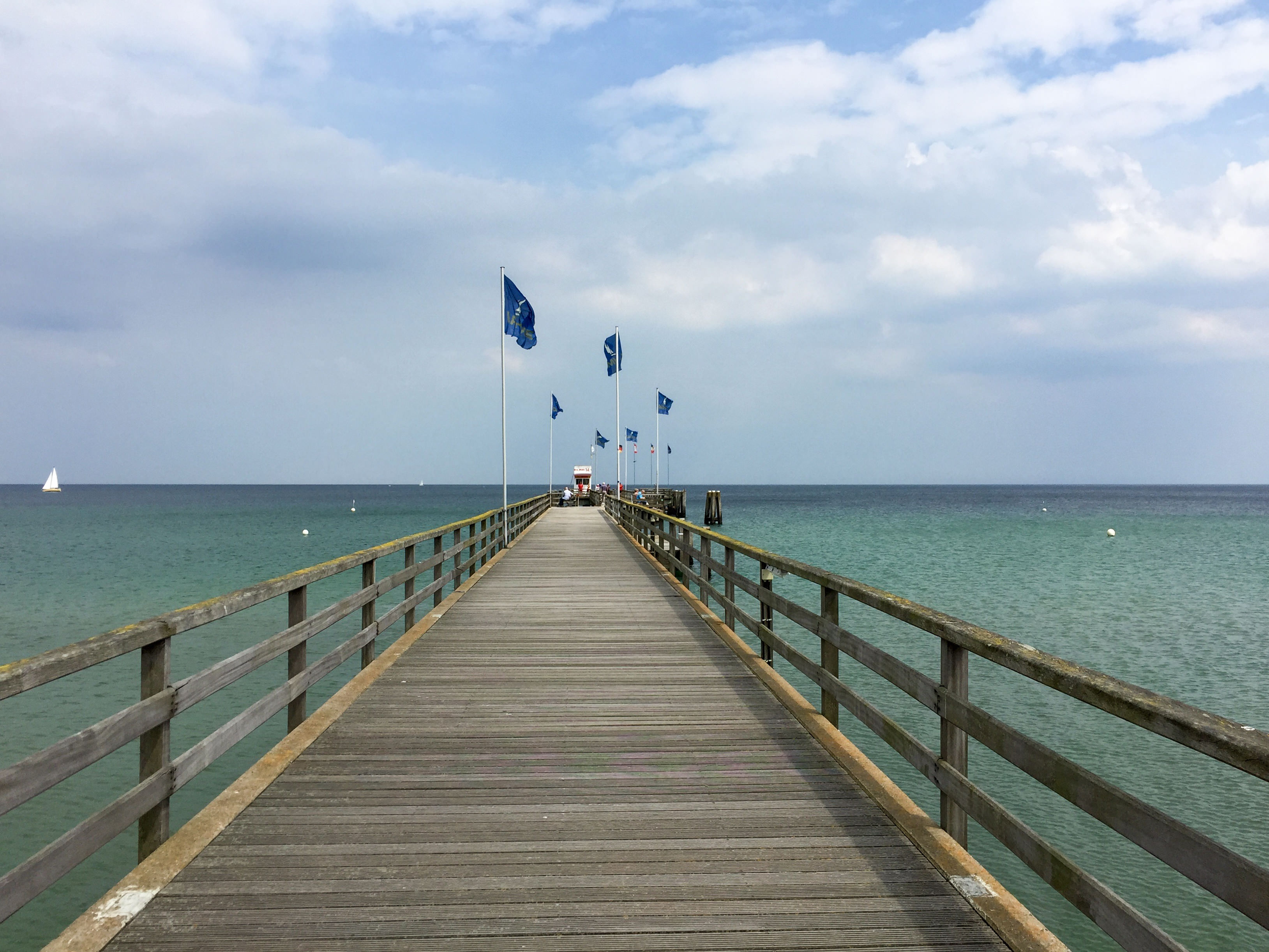
An der Ostsee kreuzen sich die Wege von Mona und Greta (Drehort: Seebrücke Dahme)

Eine gute Mutter ist ein deutsches Filmdrama von Claudia Garde aus dem Jahr 2017. In den Hauptrollen spielen Petra Schmidt-Schaller und Mina Tander zwei Frauen, deren unterschiedliche Lebenswege sich zufällig kreuzen und die beide mit ihrem Mutterdasein und ihren familiären Problemen zu kämpfen haben. Der Film wurde erstmals am 1. November 2017 im Fernsehprogramm des Ersten ausgestrahlt.

## Handlung
Greta ist Kommissarin in einem verschlafenen Küstenort an der Ostsee. Mit ihrer eigensinnigen Mutter Elsbeth hat sie so ihre Sorgen, diese vergleicht sie immer mit ihrer Schwester und hätte gern, dass sie mehr aus ihren Talenten macht. Jetzt erhält Greta die Zusage für ihre Bewerbung nach Berlin-Neukölln und erfährt, dass sie schwanger ist. Es gibt mit ihrem Verlobten Ole also einiges zu besprechen.
Mona ist alleinerziehende Mutter und mit der Erziehung ihrer zwei jungen Kinder oft überfordert, schwankend zwischen liebevoller Zuwendung und impulsiv-emotionalen Ausbrüchen. Sie fährt mit ihren Kindern Danny und Marlen in ihre Heimat an die Ostsee – angeblich zur Beerdigung ihrer Mutter. Sie nehmen sich ein Hotelzimmer, wobei Marlen gleich in der ersten Nacht plötzlich verschwindet. Greta nimmt die Ermittlungen in dem Vermisstenfall auf und trifft so auf Mona.
Mona verdächtigt zunächst einen Schausteller, den sie mit den Kindern zuvor auf dem Festplatz traf und mit dem sie bei dieser Gelegenheit eine flüchtige sexuelle Begegnung hatte. Auch der verwitwete Hotelbesitzer Haferkamp wird von ihr für verdächtig gehalten. Aber auch Mona selbst könnte in die Sache verwickelt sein. Greta erfährt nämlich, dass das Jugendamt mit dem Fall betraut ist und die Kinder in eine Pflegefamilie kommen sollten. In Monas Wohnung wird eine Kamera gefunden, auf der eine Aufnahme ist, in der Mona einen erweiterten Suizid andeutet. Greta findet auch heraus, dass Monas Mutter Judith noch lebt, und bestellt sie ins Polizeirevier. Diese hat für ihre Tochter jedoch kein gutes Wort übrig, so habe man sie schon als 14-jähriges Mädchen „Matratze“ genannt und prompt wurde sie mit 15 Jahren schließlich schwanger. Nach dem kurzen Zusammentreffen mit ihrer empathielosen Mutter versucht sich Mona in der Ostsee das Leben zu nehmen, doch Greta kann sie retten und nimmt die verzweifelte Frau kurz bei sich auf. Hier trifft sie auf Gretas durchgedrehte Mutter, was bei beiden jungen Frauen letztlich zu einem Lachanfall führt, sodass sie anschließend etwas offener miteinander reden können.
Greta sucht weiter nach der spurlos vermissten Marlen. Auf illegal gemachten Videoaufnahmen von Haferkamp ist zu sehen, dass Mona ihren Kindern Schlaftabletten in die Milch mixte. Darauf angesprochen, reagiert Mona impulsiv. Sie beteuert vehement ihre Unschuld und auch immer wieder, dass sie eine gute Mutter sei. Haferkamp berichtet Greta außerdem, dass er Marlen und Danny an dem besagten Abend beim Versteckspiel beobachtet hat. Später stellte er fest, dass sein Bootsschlüssel fehlt und Danny wusste, wo er ihn hingetan hatte. Greta findet bei der Suche auf der Ostsee beide Kinder in Haferkamps Boot. Danny hatte seine Schwester auf dem Boot versteckt, um sie zu beschützen.
Es wird entschieden, dass die Kinder in eine Pflegefamilie kommen und Mona eine Therapie beginnt. Mona verabschiedet sich herzlich von ihren Kindern und verspricht ihnen, nach ihrem Aufenthalt wieder für sie da zu sein. Bei der Fahrt zu ihrem Therapieplatz kann Mona allerdings entkommen und steigt zu einem Fernfahrer in den LKW. Auf die Frage, wohin sie fahren möchte, erwidert sie, dass sie einfach nur weg wolle. Sie habe alles verloren, erst ihre Mutter und jetzt ihre Kinder.

## Produktion
Die Dreharbeiten von Eine gute Mutter fanden vom 10. Oktober 2016 bis zum 10. November 2016 statt. Viele Szenen wurden dabei in dem Ostseeheilbad Dahme gedreht.

## Rezeption

### Kritiken
Das Lexikon des internationalen Films schreibt: „Überzeugende Verbindung von (Fernseh-)Familiendrama und Kriminalfilm, vorrangig geprägt von den vorzüglich agierenden Darstellerinnen aus verschiedenen Generationen“.
Rainer Tittelbach verleiht für Eine gute Mutter in seiner Kritik auf tittelbach.tv insgesamt 5 von 6 Sternen. Den Film kennzeichne eine stimmige Psychologie bei hoher filmischer Qualität, die beiden Hauptdarstellerinnen spielten hervorragend. Ihre Frauenporträts seien vielschichtig und aufregend, Drama und Krimithriller würden hier verbunden. Der Kritiker lobt, dass der Film nicht mit Erklärungen überladen sei und einfach eine Geschichte erzähle. Themen und Genremuster spielten keine große Rolle. Ein großer Pluspunkt sei die durch Kamera und Musik getragene, gelungene Atmosphäre des herbstlichen Seebads – dies untermale die Sehnsucht, Melancholie und Verzweiflung. Der Film sei das, „was viele gern einen Schauspielerfilm nennen – weil Schmidt-Schaller und Tander das ernten, was Jeltsch gesät und Garde gezogen hat“.

### Auszeichnungen
- 2018: Bayerischer Fernsehpreis – Auszeichnung Blauer Panther für Claudia Garde (als Regisseurin der Fernsehfilme Eine gute Mutter (ARD) und Das Nebelhaus (SAT1))[1]
- 2018: DAfF-Preis der Deutschen Akademie für Fernsehen – Auszeichnung  Beste Schauspielerin für Petra Schmidt-Schaller[1]

### Einschaltquoten
Die Erstausstrahlung von Eine gute Mutter am 1. November 2017 im Ersten sahen 4,89 Millionen Zuschauer. Dies entsprach einem Marktanteil von 15,1 %. Die Wiederholung des Films am 18. August 2021 sahen 3,37 Millionen Zuschauer (13,1 %).